# Kay Khosrow

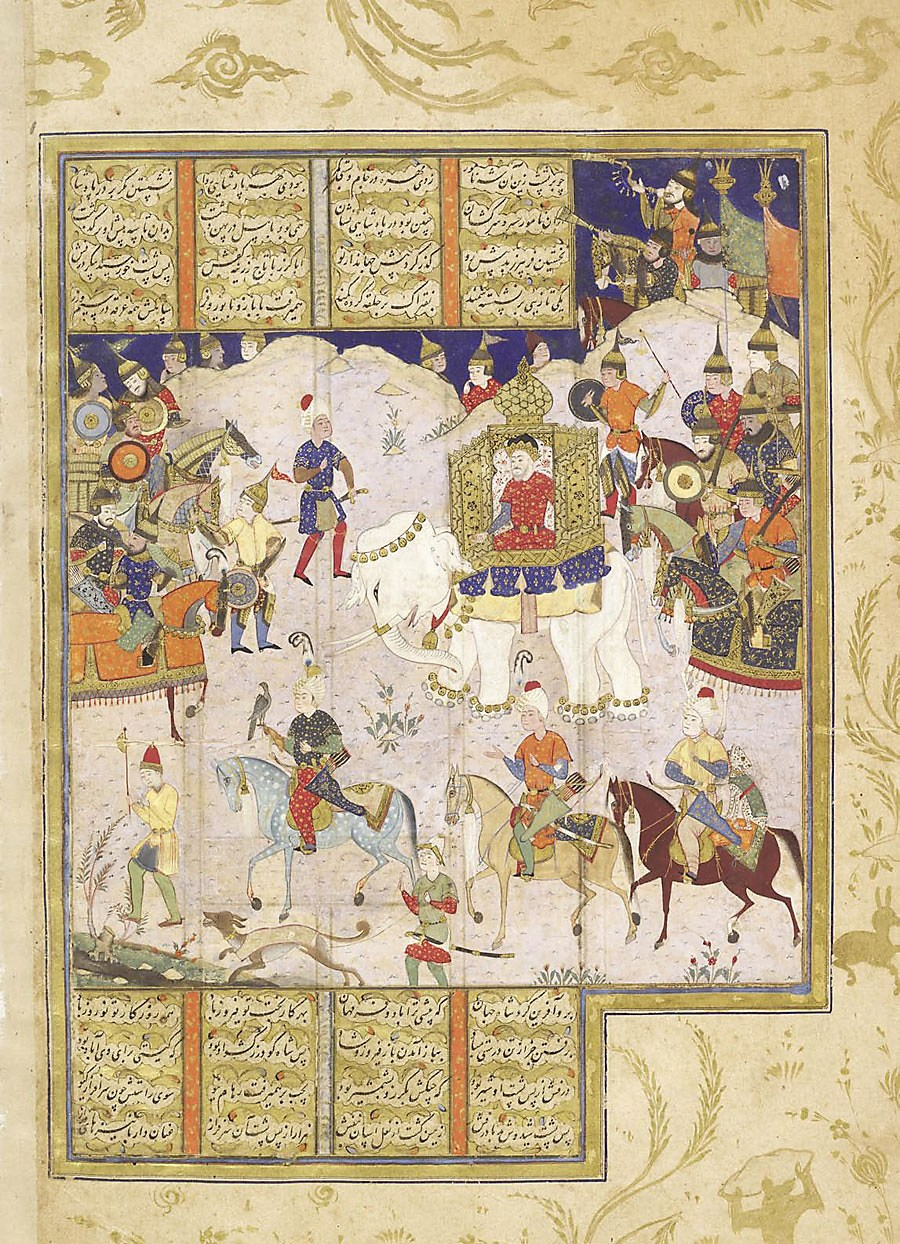
Kay Khosrow inspecteert zijn leger

Kay Khosrow was een sjah uit de Shahnameh van Ferdowsi (10e eeuw). Hij wist de Turaanse leider Afrasyab te verslaan en na een regering van zestig jaar levend voor God te verschijnen. Hij koos Lohrasp als opvolger.

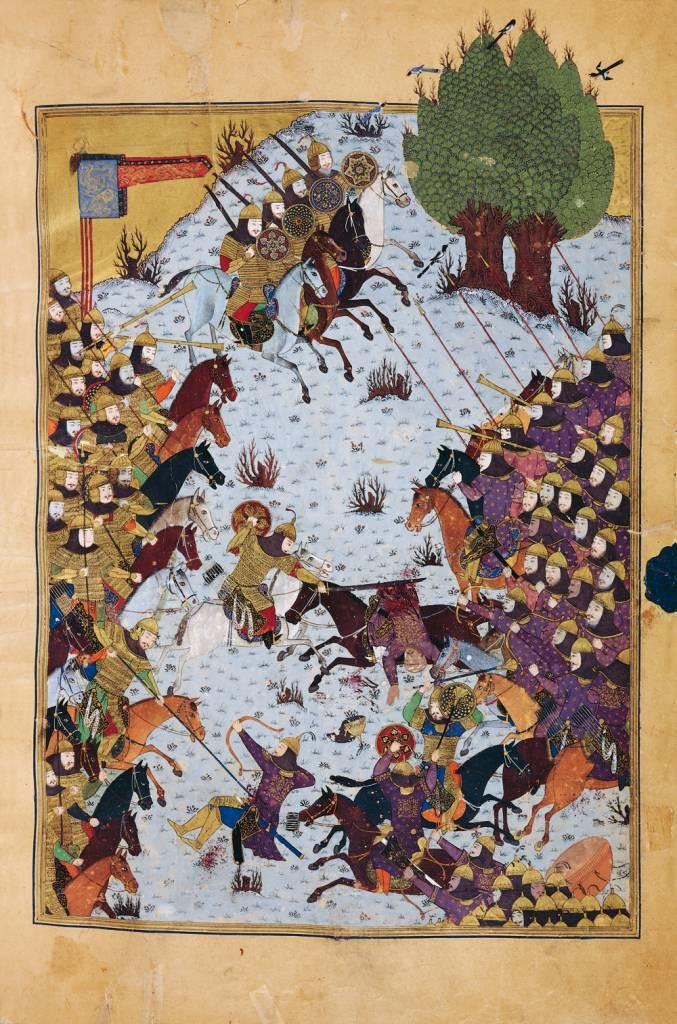
De vijandelijke legers van Iran aangevoerd door Kay Khosrow en Turan onder bevel van Afrasyab. De Bayasanghori Shâhnâmeh uit 1430

Kay Khosrow was de zoon van Seyavash en Farigis. Seyavash was de zoon van Kay Kavus en een kleindochter van Garsivaz. Seyavash was door zijn schoonvader Afrasyab vermoord en Kay Khosrow zou zijn vader wreken. Kay Khosrow groeide op bij herders en op het kasteel van Piran, de adviseur van Afrasyab. Op een gegeven moment werd hij naar Afrasyabs hof gestuurd en mocht hij in Seyavashgerd wonen, de stad die zijn vader had laten bouwen. De Perzische held Giv bracht hem terug naar Perzië. Kay Khosrow werd de leider, die Afrasyab gevangen nam en liet executeren. 
Toen Kay Kavus op honderdvijftig jarige leeftijd stierf, nam Kay Khosrow de kroon over. Hij regeerde zestig jaar, maar wenste toen naar de gebieden van het eeuwige licht te gaan. Giv ging raad vragen bij Zal-Dastan en zijn zoon Rostam. Na vijf weken van gebed verscheen de engel Sorush in een droom en vertelde Kay Khosrow een nieuwe koning te kiezen en te vertrekken. Zal probeerde hem eerst zijn plannen uit zijn hoofd te praten, maar zag daarna de wijsheid in van Kay Khosrow. Er volgde een week van openbare feesten en de sjah gaf zijn schatten weg. Hij verhief Gudarz tot heer van Qom en Esfahan, Tus tot heer van Khorasan en Rostam tot heer van Sistan. Daarna droeg hij zijn kroon over aan Lohrasp, een afstammeling van Hushang. Hij nam afscheid van zijn vier vrouwen en ging met zijn leiders naar de bergen. Rostam, Zal en Gudarz gehoorzaamden toen hij hen beval af te dalen, maar Tus, Giv, Fariborz, Bizhan en Gastahom stonden er op hem verder te begeleiden. 's Avonds adviseerde hij hen met klem de volgende dag terug te keren vóór de sneeuwstorm zou opsteken. 's Morgens was Kay Khosrow alleen vertrokken en de achtergebleven leiders betwijfelden of iemand levend voor God kon verschijnen. Het weer was nog goed en ze vertrokken niet bijtijds. Overmand door de plotselinge storm kwamen ze alle vijf om in de sneeuw.